# Mònica Glaenzel Ribas
Mònica Glaenzel Ribas (Barcelona, 27 de febrer de 1970) és una actriu de teatre i televisió catalana, coneguda pel seu paper d'Emma a la sèrie Plats bruts.
Va estudiar a l'Institut del Teatre, on va conèixer Joel Joan i Jordi Sànchez. Amb ells va formar l'any 1996 la companyia Kràmpack i, en conseqüència va interpretar el paper d'Emma a la sèrie Plats bruts de TV3.
Posteriorment es va dedicar sobretot al teatre i va participar en altres sèries de TV3 com L'un per l'altre o Ventdelplà. En cinema, és coneguda pels seus papers a Els peixos argentats a la peixera (1991), Mi hermano del alma (1994) i Krámpack (2000).

## Treballs destacats

### Teatre
- Kràmpack (1994)
- L'avar (1996)
- Sóc lletja (1997)
- Soy fea (1998)
- Excuses! (2000)
- L'últim cigarro (2003)
- Aurora De Gollada (2006)
- Romeo i Julieta (2007)
- L'ham (2007)
- El dia del profeta, Joan Brossa (2007)
- M.A.R.I.L.U.L.A (2014)[2]
- Marits i mullers (2015)[4]
- Fes-me una perduda (2017)[5]
- El tràmit (2018)[6]
- Hip Hop Big! (2020)[7]

### Televisió
- Això s'acaba (1999)[3]
- Oh! Europa (1999)[3]
- Plats bruts (actriu, en el paper d'Emma) (1999 - 2002)[2]
- L'un per l'altre (actriu, en el paper de Maria) (2003 - 2005)[2]
- Excuses! (2003)
- Ventdelplà (actriu, en el paper de Clara) (2007 - 2009)[2]
- Com si fos ahir (actriu, en el paper de Mare Jan) (2021)

### Cinema
- Els peixos argentats a la peixera (1991)[3]
- Fet i amagar (1993)[3]
- Monturiol, el senyor del mar (Francesc Bellmunt,1993)[3]
- Mi hermano del alma (Mariano Barroso,1994)[3]
- Krámpack (Cesc Gay, 2000)[3]
- Naüt (2013)[3]
- Transeúntes (Lluis Aller, 2015)[8]
- La habitación de las estrellas (2016)[8]
- Jackpot (Albert Muns, 2024)[9]